# The Dinner Party
The Dinner Party es una instalación de la artista feminista Judy Chicago. Ampliamente considerada como la primera obra de arte feminista épica, funciona como una historia simbólica de la mujer en la civilización occidental. Consiste en 39 elaborados espacios dispuestos a lo largo de una mesa triangular para 39 mujeres famosas míticas e históricas. Sacajawea, Sojourner Truth, Leonor de Aquitania, la Emperatriz Teodora de Bizancio, Virginia Woolf, Susan B. Anthony y Georgia O'Keeffe están entre las invitadas.
Cada lugar único incluye un plato de porcelana pintado a mano, cubiertos de cerámica y cáliz, y una servilleta con un borde de oro bordado. Cada placa, excepto la que corresponde a Sojourner Truth, representa una forma de vulva de color brillante y estilo elaborado. Las escenografías se apoyan en elaboradas correderas bordadas, ejecutadas en una variedad de estilos y técnicas de bordado. La mesa de la cena se encuentra en The Heritage Floor, compuesta por más de 2.000 azulejos blancos de forma triangular, cada uno de ellos inscrito en letras doradas con el nombre de una de las 999 mujeres que han marcado la historia.
Fue producida entre 1974 y 1979 como una colaboración y fue exhibida por primera vez en 1979. Posteriormente, a pesar de la resistencia del mundo del arte, la obra realizó giras por 16 lugares de seis países de tres continentes con una audiencia de 15 millones de espectadores. Fue retirada para su almacenamiento hasta 1996, ya que comenzaba a sufrir por los constantes viajes. Desde 2007 está en exposición permanente en el Centro de arte feminista Elizabeth A. Sackler del Brooklyn Museum de Nueva York.

## Sobre la obra
The Dinner Party fue creada por la artista Judy Chicago, con la ayuda de numerosos voluntarios, con el objetivo de "terminar con el ciclo continuo de omisión en el que las mujeres fueron excluidas del registro histórico".
La mesa es triangular y mide cuarenta y ocho pies (14,63 m) a cada lado. Hay 13 cubiertos en cada uno de los tres lados de la mesa haciendo 39 cubiertos en total. El Ala I honra a las mujeres desde la Prehistoria hasta el Imperio Romano, el Ala II honra a las mujeres desde los comienzos del Cristianismo hasta la Reforma y el Ala III desde la Revolución Americana hasta el feminismo.
Cada juego de cubiertos tiene un mantelito bordado con el nombre de la mujer e imágenes o símbolos relacionados con sus logros, con una servilleta, utensilios, un vaso o copa y un plato. Muchos de los platos tienen una escultura en forma de mariposa o de flor como símbolo de la vulva. Un esfuerzo de colaboración de artesanos y artesanas, The Dinner Party celebra los logros tradicionales de las mujeres, como las artes textiles (tejido, bordado, costura) y la pintura china, que han sido enmarcados como artesanía o arte doméstico, en lugar de las bellas artes más valoradas culturalmente y dominadas por los hombres. 
Si bien esta pieza se compone de artesanías típicas como el bordado y la pintura sobre porcelana y normalmente se considera arte menor, "Chicago dejó claro que quiere que The Dinner Party sea visto como arte de alto nivel, que todavía se suscribe a esta estructura de valor: "No estoy dispuesta a decir que una pintura y una olla son lo mismo'" ha declarado. "Tiene que ver con la intención. Quiero hacer arte".
El piso blanco de azulejos de porcelana triangular, llamado The Heritage Floor, está inscrito con los nombres de otras 999 mujeres notables, cada una asociada con uno de los cubiertos de la mesa.
The Dinner Party fue donada por la Fundación Elizabeth A. Sackler al Museo de Brooklyn, donde ahora se encuentra permanentemente en el Centro Elizabeth A. Sackler de Arte Feminista, que abrió sus puertas en marzo de 2007.
En 2018, Chicago creó una edición limitada de platos funcionales basados en los diseños de Dinner Party. Los diseños de las placas reproducidos fueron Isabel I, Diosa Primordial, Amazona, y Safo.

## Mujeres representadas en The Dinner Party
Las 39 mujeres representadas en la instalación son:
De la Prehistoria al Imperio Romano
1. Deidades primordiales de la mitología griega
2. Deidades de la fertilidad
3. Ishtar
4. Kali
5. Diosa de las serpientes
6. Sofía
7. Amazonas
8. Hatshepsut
9. Judit
10. Safo
11. Aspasia
12. Boadicea
13. Hypatia

Desde los comienzos del Cristianismo hasta la Reforma protestante
1. Marcela de Roma
2. Brígida de Kildare
3. Teodora
4. Hroswitha de Gandersheim
5. Trota de Salerno
6. Leonor de Aquitania
7. Hildegarda de Bingen
8. Petronilla de Meath
9. Christine de Pizan
10. Isabel de Este
11. Isabel I de Inglaterra
12. Artemisia Gentileschi
13. Anna María van Schurman

De la Revolución estadounidense a la Revolución de las mujeres
1. Anne Hutchinson
2. Sacajawea
3. Carolina Herschel
4. Mary Wollstonecraft
5. Sojourner Truth
6. Susan B. Anthony
7. Elizabeth Blackwell
8. Emily Dickinson
9. Ethel Smyth
10. Margaret Sanger
11. Natalie Barney
12. Virginia Woolf
13. Georgia O'Keeffe